# Thaumatographa
Hilarographa là một chi bướm đêm thuộc họ Tortricidae.

## Các loài
- Thaumatographa aurosa  Diakonoff & Arita, 1976
- Thaumatographa calathisca  Meyrick, 1909
- Thaumatographa caminodes  Meyrick, 1905
- Thaumatographa ceramopa  Meyrick, 1920
- Thaumatographa cirrhocosma  Meyrick, 1930
- Thaumatographa citharistis  Meyrick, 1909
- Thaumatographa cladara  Diakonoff, 1977
- Thaumatographa crocochorista  Meyrick, 1930
- Thaumatographa cubensis  Heppner, 1983
- Thaumatographa cymatodes  Diakonoff, 1983
- Thaumatographa decoris  Diakonoff & Arita, 1976
- Thaumatographa dolichosticha  Diakonoff, 1977
- Thaumatographa eremnotorna  Diakonoff & Arita, 1976
- Thaumatographa excellens  Pagenstecher, 1900
- Thaumatographa ferox  Meyrick, 1921
- Thaumatographa hermatodes  Meyrick, 1909
- Thaumatographa jonesi  Brower, 1953
- Thaumatographa leucopyrga  Meyrick, 1912
- Thaumatographa ludens  Diakonoff, 1948
- Thaumatographa macaria  Diakonoff, 1977
- Thaumatographa machaerophora  Diakonoff & Arita, 1976
- Thaumatographa mechanica  Meyrick, 1909
- Thaumatographa merinthias  Meyrick, 1909
- Thaumatographa mesostigmatis  Diakonoff, 1977
- Thaumatographa oenobapta  Diakonoff, 1977
- Thaumatographa opistocapna  Diakonoff, 1977
- Thaumatographa pampoecila  Turner, 1913
- Thaumatographa phlox  Diakonoff, 1977
- Thaumatographa regalis  Walsingham, 1881
- Thaumatographa spermatodesma  Diakonoff, 1955
- Thaumatographa tetralina  Meyrick, 1930
- Thaumatographa tornoxena  Diakonoff, 1977
- Thaumatographa undosa  Diakonoff, 1977
- Thaumatographa youngiella  Busck, 1922
- Thaumatographa zapyra  Meyrick, 1886